# طوماش كابلان
طوماش كابلان (بالتشيكية: Tomáš Kaplan)‏ (3 أبريل 1978 بيهلافا في التشيك - ) هو لاعب كرة قدم تشيكي في مركز الهجوم. لعب مع FC Vysočina Jihlava ‏ وتاتران بريشوف ‏ ونادي بريبرام.

## وصلات خارجية
- طوماش كابلان على موقع قاعدة بيانات كرة القدم.إي يو (الإنجليزية)
- طوماش كابلان على موقع Soccerway.com (الإنجليزية)
- طوماش كابلان على موقع عالم كرة القدم.نت (الإنجليزية)